# Ringicula peracuta
Ringicula peracuta är en snäckart. Ringicula peracuta ingår i släktet Ringicula och familjen Ringiculidae. Inga underarter finns listade i Catalogue of Life.